# Diakonie Düsseldorf

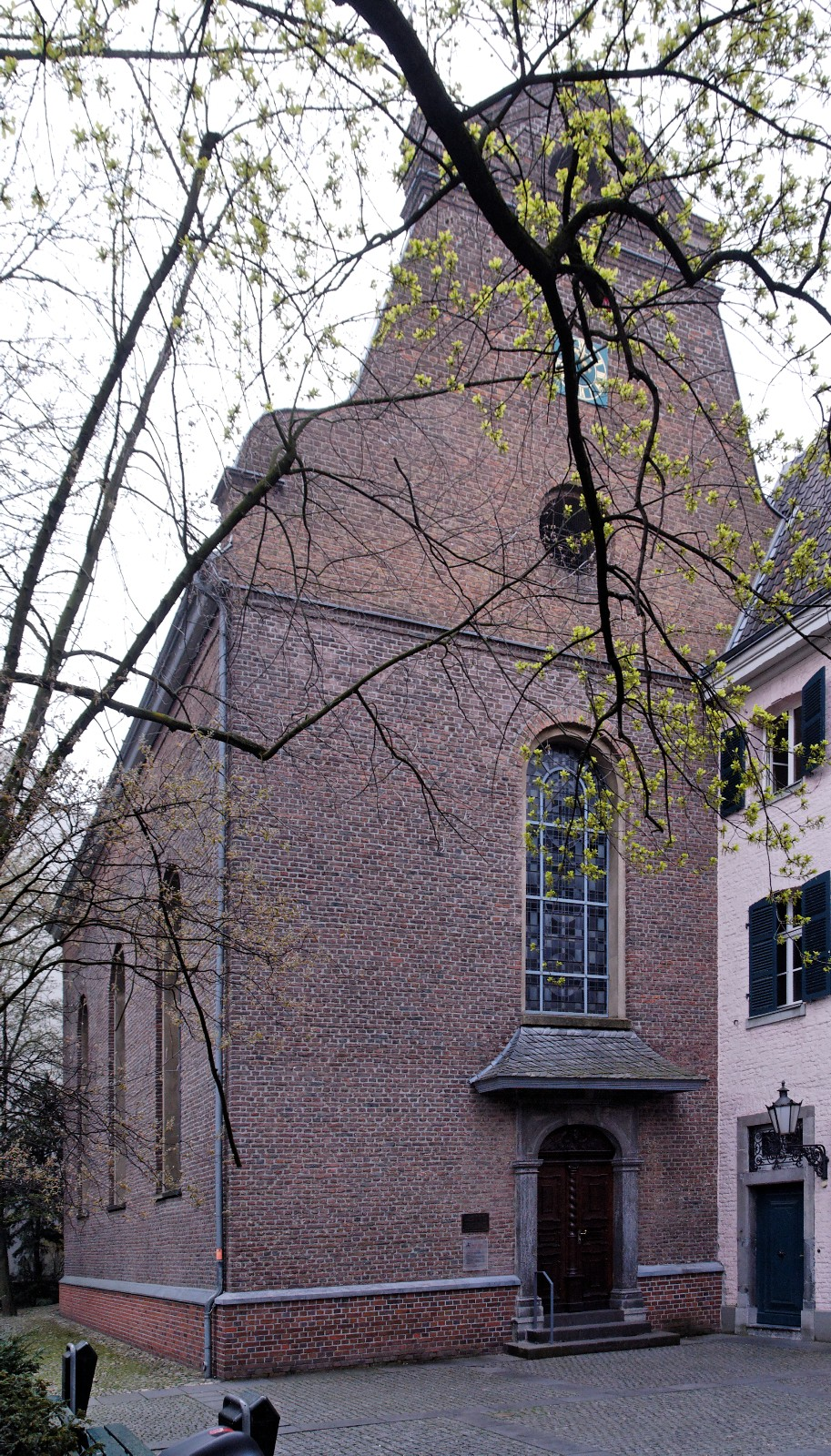
Berger Kirche

Die Diakonie Düsseldorf e. V., Gemeindedienst der evangelischen Kirchengemeinden e.V., ist ein lokaler evangelischer Wohlfahrtsverband, organisiert in der Diakonie Deutschland. Im Namen der 23 evangelischen Kirchengemeinden Düsseldorfs, den Mitgliedern des eingetragenen Vereins, engagiert sie sich in den klassischen diakonischen Arbeitsfeldern: Kinder- und Jugendhilfe sowie Hilfe für arbeitslose, wohnungslose, suchtkranke, behinderte und ältere Menschen. Diakonie Düsseldorf ist Mitglied von Eurodiaconia, einem Netzwerk von Kirchen und christlichen NGOs.

## Organisation
Seit der Gründung im Jahr 1916 als Evangelisches Jugend- und Wohlfahrtsamt sind die Aufgabenbereiche ständig gewachsen. Heute ist die Diakonie Düsseldorf in drei Geschäftsbereiche gegliedert: Jugend und Familie, Gesundheit und Soziales und Leben im Alter. 3.000 hauptamtlich Mitarbeitende und 1.300 ehrenamtlich Aktive sind bei der Diakonie Düsseldorf an 210 Standorten tätig. Der Vorstand besteht seit August 2022 aus Michael Schmidt, Tanja Buck, Dr. Daniela Roxin und Anja Vennedey. 

## Einrichtungen
Der Hauptsitz liegt am Platz der Diakonie in Düsseldorf-Flingern-Süd. Zu den mehr als 230 Einrichtungen, die über das gesamte Stadtgebiet verteilt sind, zählen Tagesstätten für Wohnungslose, ein Suchtberatungs- und Therapiezentrum und verschiedene betreute Wohnstätten für Kinder und Erwachsene sowie stationäre, teilstationäre und ambulante Einrichtungen der Altenpflege. Die Diakonie Düsseldorf bietet Offene Ganztagsschulen, Schulsozialarbeit und heilpädagogische Beratung an. Sie ist außerdem Träger von 49 evangelischen Kindertagesstätten im Stadtgebiet. Zusammen mit der Düsseldorfer Tafel organisiert die Diakonie Düsseldorf mehrere Lebensmittelausgaben. Viele ihrer Aufgaben nimmt die Diakonie Düsseldorf im Auftrag der Stadt Düsseldorf wahr. Auch mit den evangelischen Kirchengemeinden arbeitet sie eng zusammen.
Am 25. September 2016 feierte die Diakonie Düsseldorf 100-jähriges Bestehen.